# 卢师谛

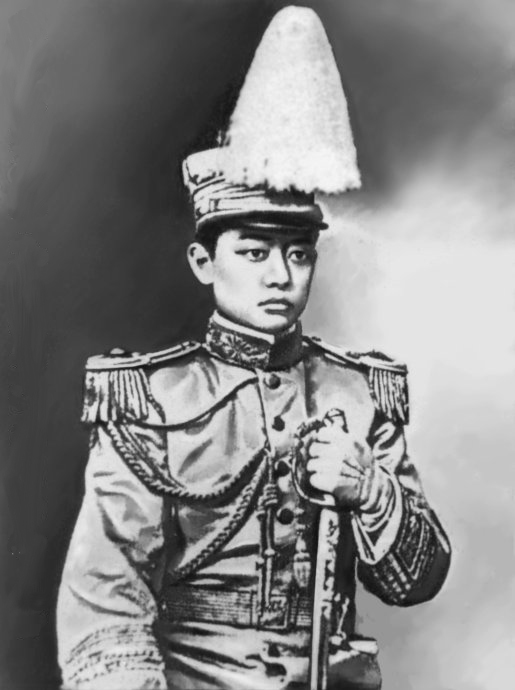

卢师谛（1886年12月28日—1930年12月23日），字心臣，号锡卿，男，祖籍江西南康，生于四川成都，中国民主革命家，中国国民党元老，中华民国军事及政治人物。

## 生平
卢师谛祖籍江西南康唐江镇卢屋村，生于四川成都。

### 保路运动及辛亥革命
1905年至1908年，卢师谛在四川高等学堂学习，师从刘行道。1906年，卢师谛加入中国同盟会。1907年初，中国同盟会四川支部在成都设立，黄复生主盟，夏之时副之。卢师谛、王茂籣、张夷伯共同介绍徐堪参加中国同盟会。1907年9月，中国同盟会四川支部准备在成都全体官员集合于万寿宫庆祝十月十日慈禧太后寿辰之际，将这些官员一网打尽，夺占成都。卢师谛也参与谋划此事。事泄，杨维等六人被清政府逮捕。1908年，卢师谛应廖绪初的邀请，任四川叙州府中学堂教师。1910年，卢师谛应四川劝业道周善培的邀请，参加了川藏矿务考察，出关经过打箭炉、理塘、巴塘等地。
1911年5月，卢师谛参加了四川的中国同盟会领导的保路运动以及中国同盟会在成都举行的集会。1911年10月7日，根据四川同盟会的决定，卢师谛赴夔州府、云阳，策动当地防军举行云阳起义，杀死了奉节县知县，募兵上千人，被推为团长。此后，川东南57个州县先后反正，晏祥武被推为司令，卢师谛任参谋长。1911年11月，蜀军政府成立，张培爵、夏之时任正、副都督，卢师谛任蜀军政府梯团长（旅长）。不久，大汉四川军政府在成都成立。在滇军进犯川南之际，卢师谛、谢惠生、杨庶堪、朱叔痴、曹叔实等中国同盟会会员从中斡旋，使蜀军政府和大汉四川军政府于1912年3月合并，四川统一。

### 二次革命
1912年5月，尹昌衡对川军进行改编，熊克武所部被编为第五师，熊克武任师长兼重庆镇守使，卢师谛任该师团长。1913年二次革命爆发，8月4日，四川讨袁军司令部在重庆成立，熊克武任总司令，杨庶堪任民政总厅长，卢师谛部奉命移师下东、夔门、万县，以阻击自湖北而来的北洋政府方面军队。1913年底，代理四川都督胡景伊联合云南唐继尧派到川中的滇军进攻讨袁军，攻占重庆。卢师谛、吕超奉孙中山之命，在万县再度举兵，死守万县，程融光战死，张威殿后。后来该军被北洋政府派来援助四川的陕西军队击败，卢师谛逃往上海。1913年底，孙中山在上海命令卢师谛负责安置来上海的四川革命党人，刘伯承、康云程等人受到其安置。
1914年初，卢师谛、谢持、黄复生、吕超、石青阳等人赴日本东京。卢师谛和弟弟卢师譔（当时正留学东京警官学校）在东京会见孙中山。1914年，卢师谛、杨庶堪、陈其美、谢持、黄复生、吕超、石青阳在日本东京和孙中山共同策划粉碎袁世凯称帝的图谋。1914年6月23日，孙中山在东京召开了筹建中华革命党大会，孙中山当选总理。同年7月，卢师谛出席了在东京精养轩召开的中华革命党成立大会，并加入该党。1914年8月，卢师谛、吕超等人被孙中山派回国，在北京、天津秘密倒袁。1915年春，卢师谛、杨庶堪、谢持、吕超、向传义、石青阳、宋辑先、但懋辛、陈风石、刘光烈等四川革命党人在上海朱之洪家秘密聚会，讨论四川革命与合作事宜。会后，卢师谛将会议情况报告孙中山。

### 护国战争
1915年8月，筹安会成立。孙中山遂趁机开展反袁斗争，将四川划成四个军事区域，筹备成立中华革命军。孙中山将卢师谛秘密召回日本东京，任命其为四川中华革命军总司令，石青阳为川东区司令，刘国佐为川北区司令，韩立东为川南区司令，范綬强为川西区司令。1915年秋，卢师谛奉孙中山之命，和向传义、余健光、曹叔实等人自越南进入云南。卢师谛作为四川革命党人的代表，同云南、贵州代表签订了《川滇黔三省之协约》。1915年11月2日，卢师谛的弟弟卢师譔被任命为中华革命党四川支部书记长。
1915年12月11日，袁世凯称帝。卢师谛参加了蔡锷等人领导的云南起义。1916年初，卢师谛派吕超赴宜宾，石青阳赴酉阳和秀山，严德基赴达县，王维纲、刘伯承等赴忠县和酆都，准备分别策划起义，尔后会师。1916年1月，卢师谛自云南返回四川。1916年1月，卢师谛赴川西，指挥哥老会大爷、原保路同志军首领孙泽沛、吴庆熙、丁厚堂、张遵等部赴自流井，卢师谛自称急进军司令，率部策划独立。王蕴兹（名靖澄）在潼川（今三台县）宣布独立，率部归附卢师谛。1916年3月，经卢师谛策划，王蕴滋（王蕴兹，名靖澄）等发动风洞子起义。此后，卢师谛赴新都，所部驻扎在汉州、什邡、德阳、绵竹等县，和周骏对峙。
1916年4月，蔡锷率滇军进入四川后，任命熊克武为四川招讨使。滇军攻占宜宾后，卢师谛部及中华革命军川南区司令吕超部前往宜宾，被编为四川招讨军，熊克武任司令，卢师谛任参谋长。招讨军同蔡锷的滇军协同作战，其中招讨军的团长朱德指挥了纳溪棉花坡战斗。1916年3月22日，袁世凯宣布取消帝制，命令四川将军陳宧停战。卢师谛、刘永凯、方朝珍等赴成都说服陳宧于5月22日宣布独立。

### 同滇军的斗争
1916年8月1日，蔡锷任四川督军，四川招讨军被编蔡锷领导的四川护国军，卢师谛任四川护国军第四师师长，下辖第八旅（旅长周炯伯），十三团（团长汤有光），十四团（团长刘主青），十五团（团长罗象昭），十六团（团长张尊），游击司令伍子昂部，四川讨逆军司令王蕴滋部，孙泽沛部，吴庆熙部，丁厚堂部。1916年8月7日，蔡锷因病辞职，罗佩金、戴戡掌握四川军政权力。
1916年，石青阳的国民公会，唐宗尧的民生俱乐部，卢师谛的民宪社合并为国民社，设在成都，成为中华革命党在成都的组织。同年，孙中山命令将国民社改组为中华革命党四川支部。
1917年2月20日，罗佩金宣布裁军方案，准备将周道刚、刘存厚等部川军以及熊克武、卢师谛等孙中山系军队缩编，以加强滇军的力量，其中卢师谛部改编为第四师，原左翼司令部参谋长陈泽霈任师长，卢师谛降为第七旅旅长。此方案限3月10日前办理完毕。1917年4月13日，卢师谛在成都同彭瑞仙结婚。4月14日晚，罗佩金同北洋政府支持的刘存厚抢夺地盘，罗佩金免去陈泽霈的第四师师长一职，第四师驻成都的部队编成一个旅，交由卢师谛指挥。4月15日晨，罗佩金以安排新任旅长卢师谛就职为理由，将卢师谛诱至司令部软禁至当天深夜，同时将卢师谛部缴械。此后卢师谛离开成都。

### 护法运动
1917年6月，卢师谛被孙中山从广州派回四川，在泸州成立了北伐军四川总司令部，黄复生任总司令，卢师谛任副司令。此后杨春芳部攻占泸州，黄复生、卢师谛退往叙永、毕节，同唐继尧部汇合。唐继尧任命黄复生兼任川东道道伊。黄复生、卢师谛将北伐军改编为靖国联军，由卢师谛领导，驻川东。1917年8月，孙中山成立护法军政府，任大元帅。9月，孙中山秘密召杨庶堪、卢师谛、向楚赴广州。
1917年10月12日，孙中山任命黄复生、卢师谛分别为中华民国军政府四川国民军总司令、副司令，任命石青阳为川东招讨使。10月18日，孙中山改任黄复生、卢师谛为四川靖国联军总司令、副司令，石青阳为川北招讨使，并电嘱他们同唐继尧合作。因熊克武对护法运动态度不明确，故孙中山未任命熊克武。同年11月6日，孙中山任命卢师谛为川西招讨使。1917年12月，黄复生、卢师谛等人在泸州、纳溪起兵护法。1918年，卢师谛被孙中山改任为川滇黔联军援鄂第一路副总司令。1918年1月到2月，卢师谛率部参加了驱逐北洋政府方面的刘存厚的战斗，2月19日攻占成都，刘存厚撤往陕西。

### 倒熊运动
1918年9月，四川靖国联军总司令熊克武派黄肃方为北京代表，同段祺瑞等联络，派刘亚休为上海代表，联络江苏督军李纯，从而间接联络冯国璋等人。同年10月，熊克武和湖南的赵恒惕、广东的陈炯明、云南的唐继尧提出联省自治，同孙中山发生对立。10月，四川靖国联军总司令熊克武召开整军会议，缩编孙中山派的民军，卢师谛部也被缩编为一个旅，驻万县、涪陵。卢师谛乃联合滇军、黔军以自保。1919年2月9日，熊克武通电接受岑春煊等领导的护法军政府的任命，就任四川督军。1919年4月，熊克武发布《四川靖国各军驻防区域表》，其中卢师谛部的防区没有划定。1919年4月，黄复生、卢师谛分别任北伐援鄂总司令、副司令。
1919年5月，唐继尧、杨庶堪、卢师谛、石青阳、颜德基、黄复生等借为杨庶堪之父吊丧的机会，在重庆秘密策划倒熊。1919年11月，卢师谛在万县秘密会见孙中山的代表张佐丞，讨论倒熊的具体计划。随后，卢师谛说服吕超参加倒熊同盟。1919年12月，卢师谛发出倒熊通电，指责熊克武“坐南朝北”，开始了四川倒熊运动。
1920年3月，唐继尧免去熊克武的四川靖国各军总司令一职。卢师谛自万县赴南充主持顺庆会议，参加会议的有吕超、石青阳、顔德基、刘湘、杨森以及滇军和黔军的代表，会议一致决定倒熊拥吕，推吕超任滇川黔联军副总司令兼川军总司令，卢师谛任川军副总司令。1920年4月17日，熊克武通电辞去四川督军一职。4月22日，熊克武在成都策划“挽留熊督军”万人集会，并提出“川人治川”的口号。4月30日，吕超、卢师谛等人联名发表讨熊“陷电”；同日，熊克武的代表游说吕超，吕超对倒熊的态度发生动摇。5月4日，熊克武通电复任四川督军。5月11日，卢师谛、石青阳在遂宁以吕超、刘湘的名义发出了宣布就任川护法救国军总司令、副司令的通电，迫使吕超继续倒熊。5月22日，熊克武发出进攻令，倒熊战争开始。川军向传义的第3师、刘成勋的第4师保持中立，吕超的第5师参加倒熊。7月18日，吕超部攻占成都，熊克武部撤往阆中。吕超宣布就任川军总司令，卢师谛任副总司令兼第二军军长。
1920年8月3日，吕超、卢师谛等电请孙中山赴四川组织政府。8月17日，国会在云南昆明开会，决定将国会及军政府迁往四川重庆。1920年8月下旬，孙中山派参谋长李烈钧到重庆同卢师谛商议军政府西迁计划。9月初，参议院议长林森，众议院议长吴景濂及各地国会议员纷纷来到重庆，准备开会。后来由于联军失败，国会议员们乃经巴县离开，杨庶堪辞去了四川省省长一职，孙中山迁都四川的计划未能实行。
1920年9月，熊克武同刘存厚联合进攻成都等地。9月5日，邓锡侯部进攻吕超，击败了卢师谛部。吕超于9月5日晚从成都撤退到简阳。9月10日，刘存厚回到成都，复任北京政府所任命的四川督军。10月30日，熊克武返回重庆，任四川督军，四川遂同时出现了两个督军。11月上旬，卢师谛、石青阳、吕超的余部在夔门、万县地区失败，杨庶堪、卢师谛、石青阳、吕超等人逃往上海，受到孙中山慰问。12月30日，北京政府任命熊克武为四川省省长。
1921年初，孙中山因为在四川成立政府的计划未能实现，且熊克武也秘密向其悔过，乃嘱四川的革命党人团结革命。

### 讨伐陈炯明
1922年6月16日，陈炯明在广州发动六一六事变。6月18日，杨庶堪、张继、卢师谛等160名旅居上海的各省革命党人联名通电，斥责陈炯明。同年10月，孙中山抵达上海后，卢师谛、杨庶堪建议孙中山招抚驻广西的滇军顾品珍部讨伐陈炯明，获孙中山采纳。
1922年10月，孙中山派邹鲁到香港设办事处，后增派卢师谛、邓泰中赴香港，任命卢师谛为策反讨陈专员，并派孙科赴香港筹款。10月下旬，孙中山派胡汉贤为飞机联络专员赴香港，负责在广东策反陈炯明的飞机队。胡汉贤在卢师谛的领导下，成功策反了陈炯明的飞机队。11月17日，卢师谛、杨仙逸率刚刚从美国归国的一批飞行员自香港赴广州，接收了飞机队的飞机。
1922年11月，孙中山派卢师谛、邓泰中为其全权代表，赴广西联络滇军将领张开儒、杨希闵等，以促使滇军、桂军讨陈。12月6日，驻广西的滇军杨希闵、范石生、朱培德等人同桂军沈鸿英的代表黄应山，自治军的刘玉山、陈升平等人在广西藤县白马庙召开会议，商议讨伐陈炯明的计划及合作条件，后来刘震寰也参加了会议，此次会议史称“白马会盟”。
1922年12月28日，滇桂联军攻占广西梧州。卢师谛代表孙中山任命滇军杨希闵为滇桂联军总司令。12月31日，滇桂联军誓师讨陈。1923年1月，滇桂联军攻占广州。在江防会议上，桂军总司令沈鸿烈对孙中山返回广东有不同意见，当即遭到卢师谛批驳。会后，卢师谛迫使桂军撤出广州。
1923年1月26日，卢师谛召集广州的龙济光旧部，组成了中央直辖第三军，并任军长。3月，卢师谛改编第三军，此时该军辖第一旅（旅长饶勋）、第二旅（旅长王天佐）、第三旅（旅长明德恒）。4月15日，桂军沈鸿英部获得吴佩孚支持，叛离孙中山，进攻广州。4月16日，孙中山命令反击，卢师谛率部参加平叛。此后，卢师谛率部参加进攻陈炯明部。其间，1924年1月，卢师谛兼任元帅府禁烟会办。

### 随孙中山北上
1924年9月20日，孙中山在韶关举行了北伐誓师典礼。10月13日，孙中山成立建国军，卢师谛的中央直辖第三军改为建国第三军，卢师谛任北伐右翼总指挥，驻韶关。10月下旬，卢师谛的北伐军自广东南雄进入赣南。
10月25日，冯玉祥发动北京政变，此后孙中山应邀于11月13日自香港启程赴北京，随行者有夫人宋庆龄、汪精卫、卢师谛、喻毓西等十多人。卢师谛行前将所率的进入赣南的北伐右翼各军暂交参谋长明超北及元帅府谘议卢师譔领导。11月中旬，卢师谛奉孙中山之命，秘密赴河南开封，同胡景翼商定成立武汉新政府的条件以及《鄂豫军事互助条约》。
1924年11月中旬，卢师谛赴武汉会合郭泰祺、刘成禺，同萧耀南秘密商议成立武汉政府的具体条件及《鄂豫军事互助条约》，准备在武汉设立建国政府，推举孙中山任大总统，行使大元帅职权，任命萧耀南为建国政府陆军总司令，胡景翼为前敌总司令。11月下旬，卢师谛、刘成禺回到开封，订立《鄂豫军械互助条约》，并将建国密约交给胡景翼签字。
1924年12月4日，孙中山自日本抵达天津。卢师谛、郭泰祺、刘成禺及萧耀南的代表张大昕携带和萧耀南、胡景翼草签的秘约于同日抵达天津。该日下午，他们将《建立武汉政府大纲》呈交孙中山，孙中山、孙科、张大昕、刘成禺、卢师谛、郭泰祺依次签字。
12月18日，卢师谛在天津东方饭店代表孙中山向美国驻北京的记者发表谈话，解释孙中山的建国思想，强调联俄容共是列宁生前的主张，也是孙中山的主张。1925年1月，孙中山病重，中国国民党人士在北京开会，出席会议的护党同志会成员认为招待员于树德有中国共产党党员的嫌疑，认为汪精卫、邵元冲偏袒中国共产党，与会人士联名致信汪精卫、邵元冲，要求他们自动离开北京。卢师谛劝阻他们致信，并和汪精卫、邵元冲协商，平息了此次风波。

### 从清党到逝世
1926年8月，卢师谛被蒋介石任命为国民政府驻重庆代表，以说服川军杨森、刘湘等归顺国民政府。12月17日，刘湘在重庆就任国民革命军第二十一军军长，卢师谛代表中国国民党中央授予委任状，李筱亭（中国共产党党员）授旗。
1927年初，中国国民党内左右两派的矛盾激化。四川省内，左派的驻重庆莲花池的中国国民党四川省党部与右派的驻重庆总土地的中国国民党四川省党部对立。卢师谛在两个省党部间调解。1927年3月，重庆发生三三一惨案，中共四川省委负责人杨闇公赴武汉时遭到刘湘的部下蓝文彬逮捕。同年4月，李筱亭、卢师谛秘密讨论营救杨闇公事宜。4月5日，武汉的中国国民党中央政治委员会第九次会议决定重新任命四川省临时政务委员会委员，其中杨闇公等人被任命为常务委员。4月5日夜，刘湘、蓝文彬将杨闇公秘密处决。
1927年5月，中国国民党中央执行委员会特派员向传义任命卢师谛、朱之洪、黄圣祥等为四川登记委员会委员。同年5月，卢师谛任重庆党务登记委员会主席。5月12日至26日，卢师谛在重庆主持了四川省党员代表大会，在会上，卢师谛、黄圣祥阐述了孙中山的“联俄、容共、扶助农工”的主张。11月9日，南京的中国国民党中央特别委员会任命卢师谛为中国国民党四川省党部特派员、执行委员、监察委员，但卢师谛并不想同南京国民政府合作。
1928年春，卢师谛在重庆主持召开了中国国民党四川全省代表大会，选出四川省执行委员、监察委员，部分中国国民党左派当选，右派则遭排斥。南京的中国国民党中央党部以手续欠缺完备、未经中央核准为理由，未认可此次选举结果。
1928年2月，卢师谛迁居上海，四川党务整理指导委员会乃停止了办公。2月14日，卢师谛获特任为南京国民政府军事委员会委员。2月27日，黄复生、卢师谛等四川旅居上海人士集会，对四川形势交流意见。3月1日，卢师谛出席了南京国民政府召集的四川民众请愿团川事商议会，并在会上发言。3月30日，中国国民党中央执行委员会第124次会议任命卢师谛为中国国民党四川省党务指导委员会委员，但卢师谛未就任。10月31日，中国国民党中央政治会议决定组织四川省政府，任命卢师谛为四川省政府委员，但卢师谛未到职。
1929年3月4日，中国国民党中央常务委员会派卢师谛等九人为参加中国国民党第三次全国代表大会四川省代表。3月22日，四川省政府成立大会召开，卢师谛未出席。1929年8月，中国国民党四川省党务指导委员会改组，卢师谛续任委员，但依旧未到职。
1929年，卢师谛在上海向蒋介石写信，劝蒋介石执行孙中山的“联俄、容共、扶助农工”主张，但经杨庶堪等劝告，信未发出。同年，卢师谛随喇嘛及刘居士修密宗。
1930年4月7日，卢师谛任国民政府军事参议院参议。
1930年12月23日，卢师谛病逝于上海。享年45岁。
他的墓在南京，现在江苏省农业科学院内。

## 家庭
- 父：卢鼎智，同治甲子科举人，分发四川省，历任汶川县、垫江县、隆昌县、宜宾县、广安县、遂宁县等县知县，1885年升四川直隶州知州。
- 母：邓氏，四川广安牌坊村人。
- 妻：彭瑞仙（？－1918年），彭县彭爱卿之女，1918年因难产而母子双亡。
- 养子：卢咸绍，卢师谛的弟弟卢师譔之子，后过继给卢师谛。[1]